# Evadatul (serial)
Evadatul (titlul original: în engleză The Fugitive) este un serial TV american cu 120 episoade, produs între anii 1963-1966 ca film alb negru de American Broadcasting Company, iar între anii 1966-1967 ca film colorat. Rolul principal al doctorului Richard Kimble este jucat de David Janssen. Telespectactorilor români ai anilor 60-70 le-a rămas în amintire rolul său ca Dr. Richard Kimble.

## Acțiune
Acțiunea filmului începe în orașul fictiv Stafford din statul Indiana. Dr. Richard Kimble, condamnat pe nedrept de uciderea soției sale, evadează și este urmărit peste tot de autoritățile americane. Locotenentul Philip Gerard (Barry Morse), care conduce acțiunea de urmărire a lui, este convins de vinovăția lui Richard Kimble. Acesta, care văzuse de fapt în casă în ziua crimei un om ciung, presupusul ucigaș, traversează toată America în căutarea sa.